# Steve Johnson (maquilleur SFX)
Pour les articles homonymes, voir Steve Johnson et Johnson.
Steve Johnson est un artiste américain d'effets spéciaux (SFX), né le 7 février 1960 et dont la carrière s'étend sur plus de trente ans.
Son travail est apparu dans plus de 200 films, d'innombrables émissions de télévision, parcs à thème, publicités et vidéoclips. Certaines de ses créations les plus connues incluent le Slimer pour SOS Fantômes (1984), la séductrice extraterrestre Sil pour Species (1995), la robotique de Robin Williams pour Bicentennial Man (1999) et les bras du docteur Octopus pour Spider-Man 2 (2004).

## Biographie

### Jeunesse
De son vrai nom Steven Marcus Jacobs, il naît à Houston, au Texas. Enfant, il regarde les films de monstres de Universal et les films Hammer. Ces films l'inspirent pour devenir artiste d'effets spéciaux. Les plus grandes influences de Johnson sont Jack Pierce, Dick Smith et Rick Baker. Alors qu'il est encore au lycée, Johnson rencontre l'une de ses idoles, Rick Baker, et lui montre son portfolio. Baker reconnaît le talent de Johnson et l'aide à trouver un emploi auprès du créateur d'effets Rob Bottin.

### Début de carrière au cinéma
Johnson travaille d'abord avec Greg Cannom, quadruple lauréat d'un Oscar, sur The Galactic Connection (inédit à ce jour) puis sur The Howling (1981), ainsi que sur deux autres films avec Rob Bottin, après quoi Rick Baker l'embauche en tant que membre de l'équipe d'effets de maquillage spéciaux pour le film de John Landis Le Loup-garou de Londres (1981). En 1982, il travaille sur le nouveau projet d'Ivan Reitman SOS Fantômes, où il crée Slimer et la bibliothécaire fantôme. Richard Edlund le débauche lui et l'artiste d'effets visuels Randall William Cook pour créer et diriger le studio d'effets spéciaux de maquillage Boss Film, où ils créent des personnages pour des films comme Poltergeist 2 (1986), Vampire, vous avez dit vampire ? (1985), et Les Aventures de Jack Burton dans les griffes du Mandarin (1986).

### XFX / Edge FX
Johnson lance sa propre société d'effets en 1986 appelée Steve Johnson's XFX, renommée Edge FX. En 1989, Johnson travaille sur The Abyss, réalisé par James Cameron et qui devient l'un des plus gros blockbusters de l'année. Il crée les créatures « extraterrestres » du film.
Pour le film Innocent Blood (1992), Johnson innove en créant des lentilles de contact qui peuvent briller et changer de couleur sur commande : il s'agit de lentilles sclérales recouvertes de silicone et de Scotchlite, de sorte que lorsque des lumières, telles que celles d'une roue chromatique, sont projetées dessus, les couleurs rebondissent vers la caméra.
Pour le film Lord of Illusions (1995), le maître de l'horreur Clive Barker demande à Johnson de créer une créature d'apparence organique avec une peau qui pouvait bouger et se transformer sans l'utilisation de photographie en stop motion ou d'autres techniques telles que le moule en silicone qui étaient les normes de l'industrie à l'époque. Johnson imagine une technique avec Bill Bryan qui utilise des sacs en plastique, de vieux pots de yaourt, de la « boue » colorée de méthylcellulose et la gravité comme propulseur. Cette technique est celle qu'il a modifiée à maintes reprises, par exemple pour fabriquer des tentacules visqueux en plastique et de la pâte pour les gousses embryonnaires dans La Mutante (1995),.
Toujours pour La Mutante, les réalisateurs souhaitaient un personnage mi-humain mi-extraterrestre nommé Sil qui ne ressemble à aucun de ceux qui avaient été vus à l'écran auparavant. Ils font appel à l'artiste Hans Ruedi Giger pour créer la créature sur papier, Richard Edlund pour les effets visuels de capture de mouvement (une forme d'art qui en était encore à ses débuts) et Johnson pour concevoir et créer des animatroniques pour les scènes qui exigent que Sil soit plus physique. Sil doit avoir à la fois une version animatronique intégrale avec des bras, des têtes et des torses remplaçables, ainsi qu'une combinaison en caoutchouc pouvant être portée par l'actrice Natasha Henstridge.
Johnson travaille également sur deux mini-séries de Stephen King : The Stand (1994) et The Shining (1997), pour lesquelles il remporte des Emmy Awards. De plus, sa société réalise quatre saisons de l'émission télévisée Au-delà du réel : L'aventure continue (Outer Limits), trois saisons de Stargate SG-1 et ouvre finalement un studio à Vancouver appelé Pacific Effects Group. Il crée également des tours d'illusions pendant plusieurs saisons pour l'émission télévisée du magicien Criss Angel, Mindfreak. En 2003, Johnson écrit, produit et réalise un court métrage intitulé Everloving, présenté dans le cadre du Brooklyn Film Festival.
Le 1er mai 2015 sort le documentaire The Death of « Superman Lives »: What Happened? réalisé par Jon Schnepp, sur le film annulé de Tim Burton, Superman Lives. Johnson y participe en tant que l'un des principaux artistes d'effets spéciaux, travaillant principalement sur la combinaison de régénération « lumineuse » de Superman.

### Rubberhead
En 2016, il fait la promotion d'un livre sur les effets spéciaux et d'une biographie intitulée Rubberhead: Sex, Drugs and Special FX sur Kickstarter.com. En 2017, Johnson publie le premier volume de sa série de cinq livres, Rubberhead. Préfacé par  John Landis, le livre est acclamé par la critique. Le 2 avril 2018, une pré-vente du deuxième volume est mise en ligne.

### Vie privée  et engagements
Johnson a été marié à l'actrice Linnea Quigley de 1990 à 1992 et à l'actrice Constance Zimmer de 1999 à 2001.
Pendant une pause carrière de huit ans, il part vivre dans les jungles reculées du Costa Rica, ainsi qu'à Austin, en Louisiane et dans les Smoky Mountains, écrivant trois livres.
Johnson est également instructeur à la Stan Winston School of Character Arts.

## Filmographie partielle
- Fog (1980)
- Le Fantôme de Milburn (1981)
- Les Monstres de la mer (1980)
- Tanya's Island (1980)
- Hurlements (1981)
- Le Loup-garou de Londres (1981)
- Vidéodrome (1983)
- SOS Fantômes (1984)
- Greystoke, la légende de Tarzan (1984)
- Biohazard (1985)
- Vampire, vous avez dit vampire ? (1985)
- Hurlements 2 (1985)
- Le Clan de la caverne des ours (1986)
- Les Aventures de Jack Burton dans les griffes du Mandarin (1986)
- Poltergeist 2 (1986)
- Les Guerriers du soleil (1986)
- Predator (1987) (effet spéciaux non crédités)
- La Nuit des démons (1988)
- Flic ou Zombie (1988)
- Le Cauchemar de Freddy (1988)
- Hurlements 4 (1988)
- Leviathan (1989)
- Monsters (série télévisée, 1989-1991)
- L'Ange de la nuit (1990)
- A Grande Arte (1991)
- Hurlements 6 (1991)
- Space Commando (1991)
- The Knife (1991)
- Dernier Sacrifice (1991)
- To Save a Child (téléfilm) (1991)
- Bienvenue en enfer (1992)
- Simetierre 2 (1992)
- Innocent Blood (1992)
- Necronomicon (1993)
- Meurtre par intérim (1993)
- Le Retour des morts-vivants 3 (1993)
- La Cité des monstres (1993)
- Brainscan (1994)
- Next Door (1994)
- Oldest Living Confederate Widow Tells All (1994)
- Le Fléau (mini-série) (1994) (Emmy Award)
- La Nuit des démons 2 (1994)
- Dead Man (1995)
- The Surgeon (1995)
- La Mutante (1995)
- Le Maître des illusions (1995)
- Les Monstres (téléfilm, 1995)
- Au-delà du réel : L'aventure continue (série télévisée, 1995)
- Visitors of the Night (1995)
- L'Effaceur (1996)
- Fatal Frames (1996)
- L'Île du docteur Moreau (1996)
- Pleine Lune (1996)
- Poltergeist : Les Aventuriers du surnaturel (série télévisée, 1996-1999)
- Amistad (1997)
- Anaconda, le prédateur (1997)
- Buddy (1997)
- L.A. Confidential (1997)
- Le Veilleur de nuit (1997)
- Shining (1997) (Emmy Award)
- Stargate SG-1 (série télévisée) (1997-2007)
- First Wave (série télévisée) (1998-2001)
- Host (1998)
- Hulk (1998) (annulé)
- La Mutante 2 (1998)
- Sphère (1998)
- Superman Lives (1998, projet annulé)
- Le Détonateur (1998)
- L'Homme bicentenaire (1999)
- Embrouilles dans la galaxie (téléfilm, 1999)
- Charmed (série télévisée, 2 épisodes, 1999)
- L'Arriviste (1999)
- La Tempête du siècle (mini-série, 1999)
- Le Déshonneur d'Elisabeth Campbell (1999)
- Charlie et ses drôles de dames (2000)
- Planète rouge (2000)
- Le Masque de l'araignée (2001)
- Arachnid (2001)
- Monkeybone (2001)
- Blade 2 (2002)
- Rose Red (mini-série, 2002)
- Star Trek : Nemesis (2002)
- Dreamcatcher : L'Attrape-rêves (2003)
- Everloving (2003)
- La Ligue des gentlemen extraordinaires (2003)
- Bienvenue dans la jungle (2003)
- Le Chat chapeauté (2003)
- X-Men 2 (2003)
- Scooby-Doo 2 : Les monstres se déchaînent (2004)
- Spider-Man 2 (2004)
- Le Village (2004)
- Constantine (2005)
- Les Quatre Fantastiques (2005)
- Jarhead : La Fin de l'innocence (2005)
- La Guerre des mondes (2005)
- Stay (2005)
- Unearthed (2006)
- Je suis une légende (2007)
- Max et les Maximonstres (2009)
- Le Crépuscule Doré (2012, court-métrage)
- Fear Clinic (2014)
- The Death of « Superman Lives »: What Happened? (2015)

## Distinctions

### Récompenses
- Primetime Emmy Awards 1994 : Meilleur maquillage pour Le Fléau
- Festival international du film fantastique de Catalogne 1995 : Meilleurs effets spéciaux pour La Mutante
- Universe Reader's Choice Awards 1995 : Meilleur maquillage pour La Mutante
- Primetime Emmy Awards 1997 : Meilleur maquillage pour Shining
- Fangoria Chainsaw Awards 2003 : Meilleur maquillage / Créature FX  pour Blade 2

### Nominations
- Saturn Awards 1993 : Meilleur maquillage pour Bienvenue en enfer
- Saturn Awards 1994 : Meilleur maquillage pour La Cité des monstres
- Saturn Awards 1996 : Meilleur maquillage et meilleurs effets spéciaux pour La Mutante, avec Bill Corso et Kenny Myers
- Hollywood Makeup Artist and Hair Stylist Guild Awards 2004 : Meilleurs effets spéciaux de maquillage pour Le Chat chapeauté